# Feminidad

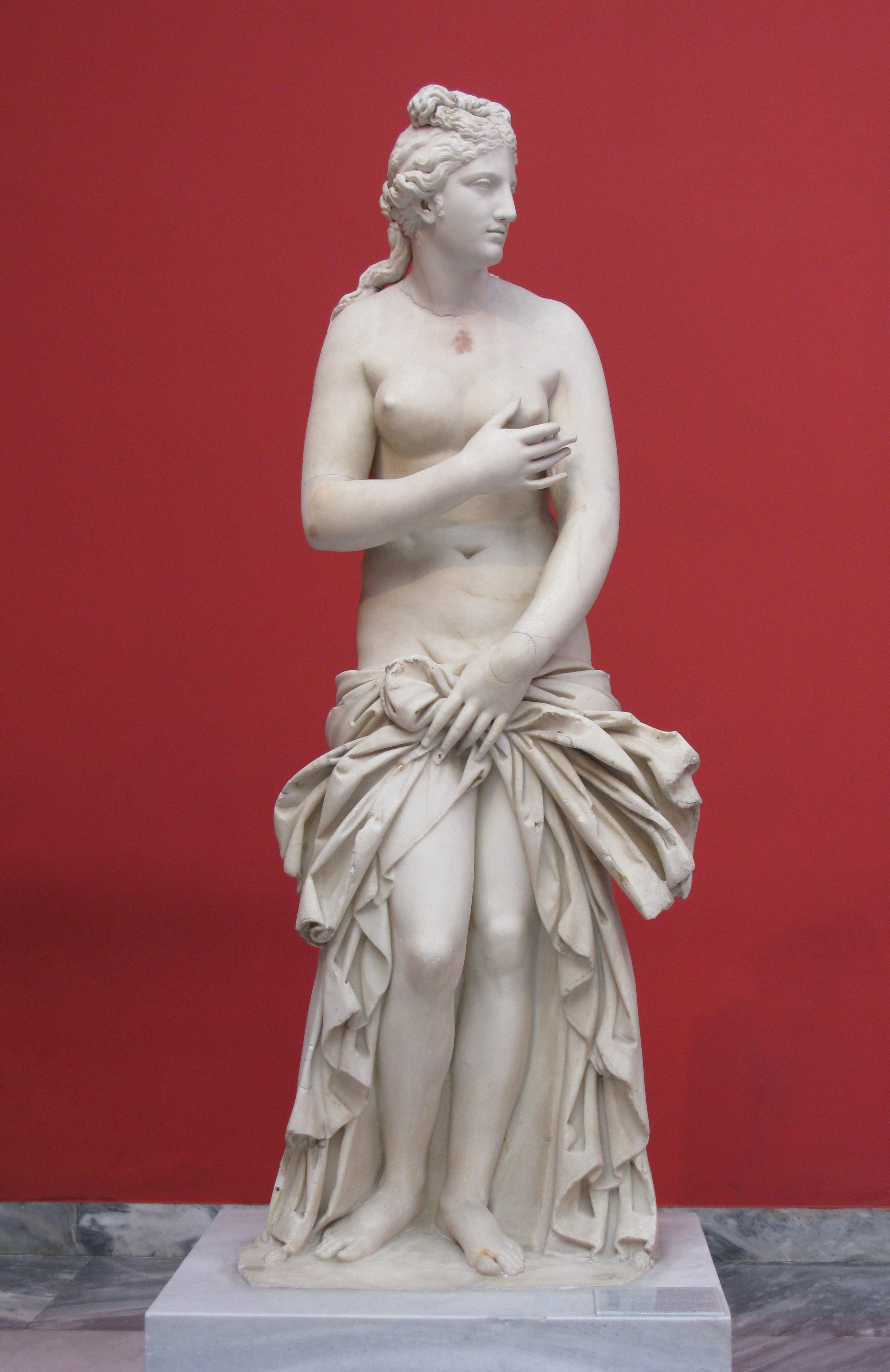
En la mitología griega, Afrodita es sinónimo de feminidad, junto con Artemisa.

Feminidad o femineidad es el conjunto de cualidades que en una cultura particular, alude a los valores, características y comportamientos de una mujer.  El concepto de feminidad también se ha desarrollado como "ideal de feminidad" en el sentido de un patrón o modelo deseable de mujer. 
Se entiende por feminidad un conjunto de atributos asociados al rol tradicional de la categoría mujer. Algunos ejemplos de esos atributos son la comprensión, la delicadeza, la muestra de afecto, la educación y los cuidados de la descendencia, etc. De manera que a lo largo de la historia y todavía hoy en día, las mujeres han sufrido una gran presión social para responder delante de las demás con comportamientos asociados a esos atributos.
De esta manera, por presión y reiteración de actitudes y roles, el binomio ha contribuido a generar desigualdades de género y discriminaciones.

## Historia
El género Homo aparece en el periodo del Pleistoceno de la Era Cenozoica, introduciendo el ser humano anatómicamente evolucionado (Homo habilis) que derivaría en la línea de Homo sapiens. La posición bípeda de Homo habilis provocó una serie de cambios anatómicos entre los que se encuentra la poca adecuación al entorno debido a sus capacidades casi racionales y habilidades de creación. Las hembras, debido a su posición bípeda, desarrollaron una reducción en la pelvis que tuvo como consecuencia periodos de gestación más cortos, lo que implicó un mayor tiempo dedicado a la crianza del neonato y los inicios paleontológicos del culto hacia la figura materna.
En la sociedad de Homo sapiens nómada se establece el pensamiento mágico en una base empírica sin fundamentos reales.  Se establece el culto totémico hacia las estructuras anatómicas dedicadas a la procreación; el culto hacia el útero (objeto de culto debido a su capacidad de retener al feto y su alumbramiento) y el culto fálico (considerado como "depositante de vida").  Los primeros modelos de rol de género en la mujer se asocian principalmente con la capacidad biológica de la maternidad (fertilidad, gestación y lactancia) y su papel determinante en la crianza de la descendencia.

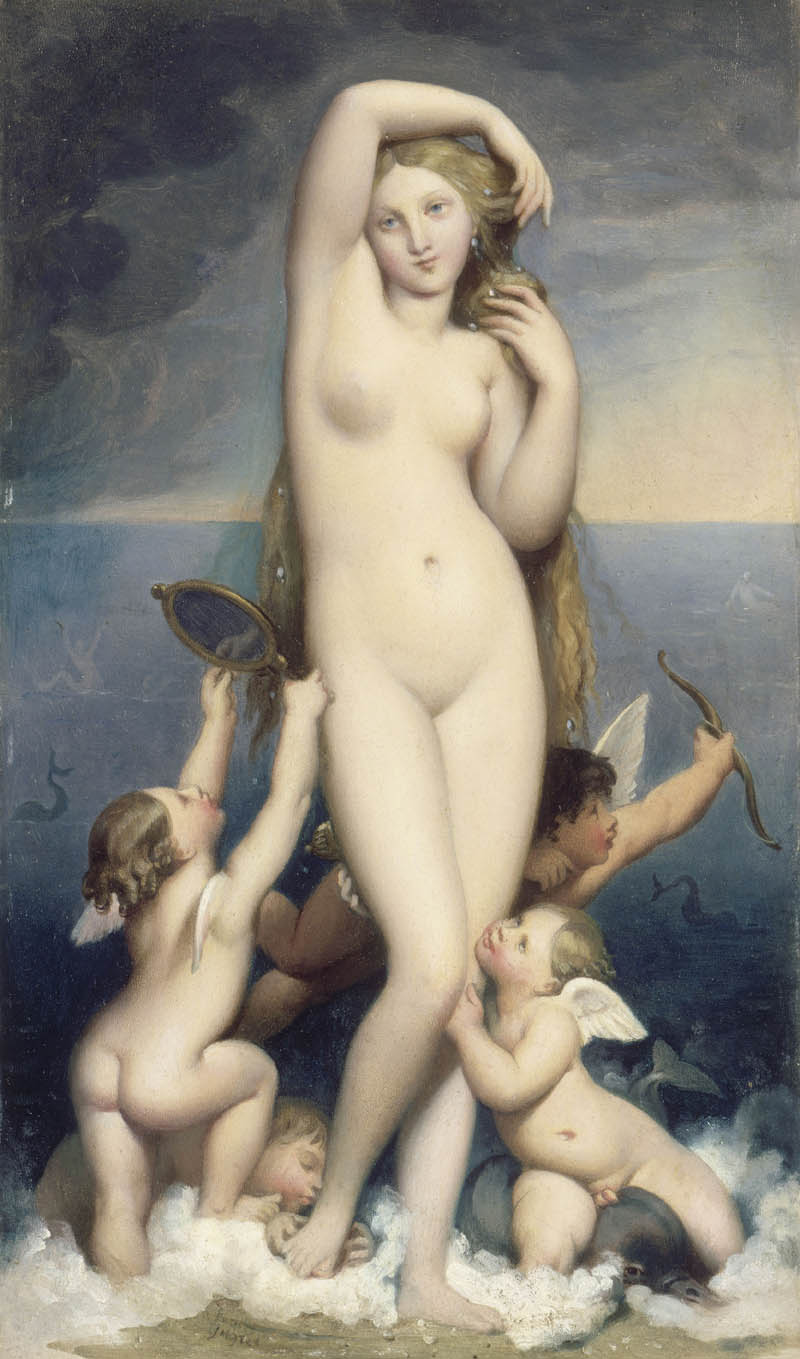
Venus Anadiómena (El Nacimiento de Venus) de Jean Auguste Dominique Ingres (1848).

Símbolo de Venus, asociado ancestralmente al sexo femenino

En la sociedad sedentaria de Homo sapiens se establecen diversos modelos sociales que involucran las tareas sociales del género y edad dentro de la comunidad paleo-agrícola. La división de trabajo fue determinante en la construcción de roles de género, ya que normalmente, las mujeres eran asignadas al cuidado del hogar, la procreación, la recolección y otras tareas de bajo impacto. La idea del hogar y su espacio social femenino contribuyó a la noción de la maternidad en el poder social o matriarcado, en el que las sociedades del periodo materialista de la Barbarie giraban alrededor de figuras maternas debido a la noción de la formación biológica de la vida y su gestación. La idea del matronato es contrapuesta por el patriarcado del Modo Asiático de Producción y el Esclavismo, que establece el poder en la figura paterna. La mujer como símbolo de autoridad continuó en el periodo del antiguo Egipto, en donde sobresalen la figura femenina como símbolo mandatorial.
En la noción religiosa de la Antigüedad clásica se conserva la idea de la madre como progenitora y creadora de vida, por lo que la adoración solía estar centrada en figuras femeninas. El culto solar y el culto lunar formaban un antagonismo que representaba la figura paterna y la figura materna, respectivamente. La noción prehistórica de la fertilidad y capacidad materna de la mujer se conservan y se representan como la metáfora de la fertilidad de la Tierra. En distintas cosmovisiones de la antigüedad clásica se identifican dioses creadores de vida que suponen una pareja heterosexual matrimonial que concedió a la tierra y la humanidad ciertos dones para desarrollar la vida y distinguirse de las demás especies animales; en otras cosmovisiones se atribuye la creación únicamente a un deidad masculina o a una deidad femenina. En la visión clásica se atribuye la belleza, la fertilidad y el amor a las deidades femeninas como: Afrodita, Venus, Isis, Hathor y Freyja. En la visión abrahámica del génesis se percibe a la mujer como producto del hombre (relato de Adán y Eva), siendo el hombre una imagen idéntica de Dios y la mujer un producto creado a partir del hombre. En dichas visiones se establece un modelo de rol de género que sugiere la necesaria complementación del hombre con la mujer en vida matrimonial. Dentro de la visión cristiana se retoma la idea de la divinidad familiar de la relación madre e hijo de Isis y Horus, ejemplificada con la figura de María y Jesucristo.

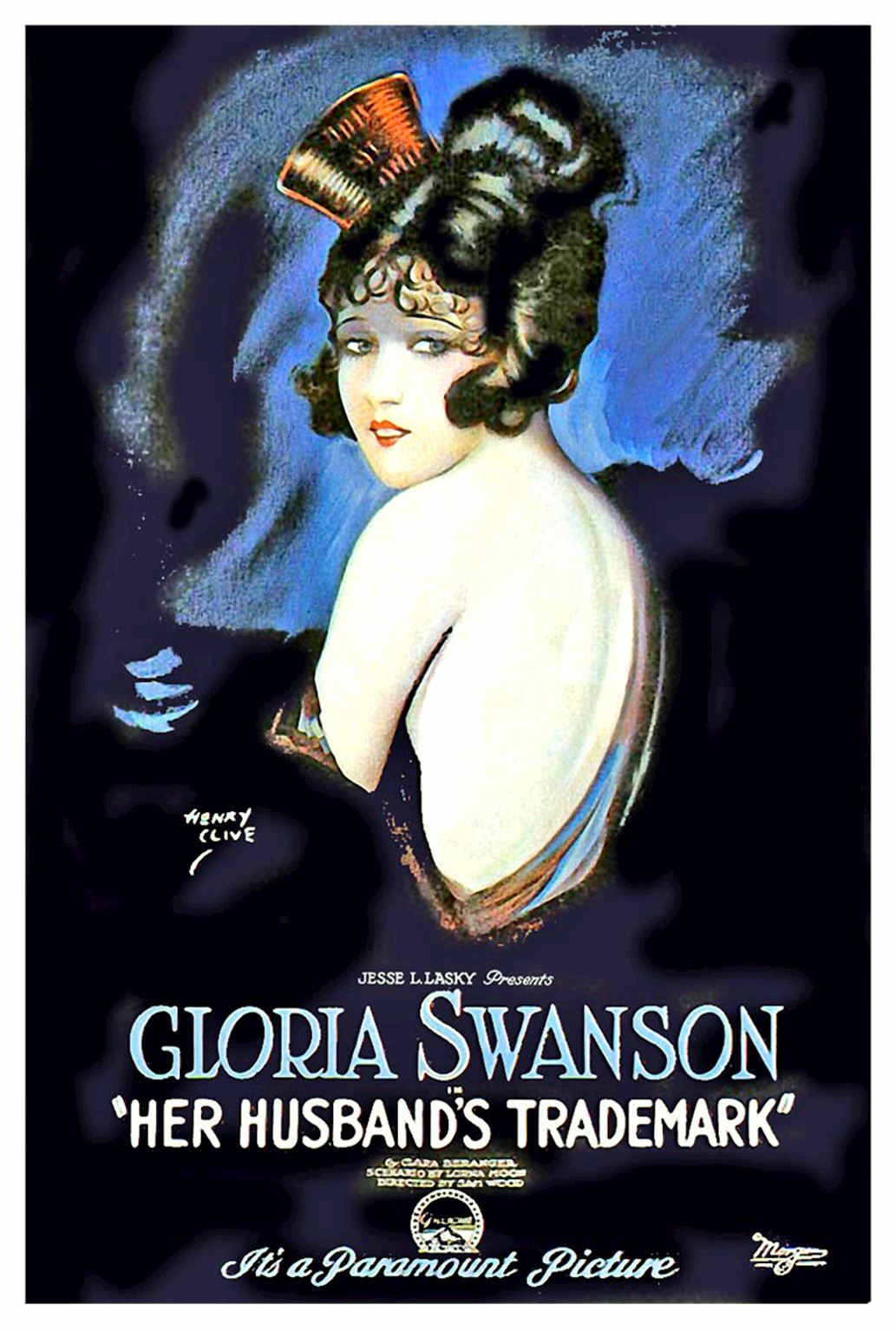
Promocional de Her Husband's Trademark (A las Mujeres) con Gloria Swanson (1922)

En la Edad Media y el Renacimiento la mujer se identificó principalmente con las tareas domésticas, aunque también se incluye a la vida religiosa, la vida monárquica y el rol militar. La mujer feudal fue marcada por la devoción matrimonial y obediencia masculina, normalmente dedicada a las labores domésticas como la cocina, la costura, la artesanía, el cuidado de los hijos y el servir al esposo en aspectos laborales en caso de contar con vida matrimonial. Los conventos ofrecieron una alternativa a aquellas mujeres que no deseaban una vida matrimonial y tenían la vocación religiosa. La Iglesia Católica y su principio filosófico eran normalmente determinadas por figuras masculinas, hasta la introducción de figuras femeninas determinantes en la filosofía religiosa como Catalina de Siena y Teresa de Ávila. La mujer comienza a ejercer un papel político como monarca o reina y, en algunas ocasiones, es incluida como cuerpo militar por la devoción matrimonial hacia su esposo. Ocasionalmente la mujer se reintroduce a la operación militar como mujer guerrera o gladiadora con la que contaba en la antigüedad clásica como en las operaciones militares de Juana de Arco y Tamar de Georgia.
En el siglo XVIII se intenta introducir a la mujer políticamente activa y la igualdad de género con las reformas fallidas de Olympe de Gouges sobre la Declaración de los Derechos de la Mujer y de la Ciudadana de 1791 y la introducción política de Mary Wollstonecraft. La mujer continúa siendo una simple acompañante de la figura masculina en la vida matrimonial hasta las primeras décadas del siglo XX. La primera ola del feminismo del siglo XIX planteó cuestionantes que referían al concepto de la feminidad que suponía a la mujer como dueña del espacio hogareño y acompañante del hombre en vida marital, además de diversos estereotipos como la delicadeza, el sobrerrefinamiento, la sumisión y la dependencia total de un hombre. Se consigue una libertad laboral, además de ciertas reformas legales como la libertad de expresión y el sufragio femenino. La feminidad en hombres se acentúa como parte de las expresiones transgénero del teatro de variedades del siglo XIX, en donde era común la presentación del drag presentado por hombres. En el siglo XIX surge el dandi afeminado, extendiendo el afeminamiento dentro de la cultura masculina hasta la actualidad, principalmente en el afeminamiento de la moda masculina y la introducción de la cultura closet anterior a los disturbios de Stonewall.
En el siglo XX la mujer se caracterizó por tomar un rol social más activo en el que comenzó a desempeñar actividades socialmente atribuidas a hombres. En la década de los 20, durante la Era del jazz, surge una nueva ideología femenina sobre la mujer sexualmente activa conocida como flapper, la cual también sostenía relaciones sexuales ocasionales, conducía vehículos, consumía alcohol y tabaco, y utilizaba ropa ligera que era frecuentemente identificada como atrevida u obscena. La segunda ola del feminismo planteó diversas reformas sobre la libertad sexual, la libertad reproductiva, el divorcio, la equidad laboral y la introducción política de la mujer. En la década de los 60 la mujer representa un ícono enteramente doméstico como ama de casa, dedicada a la crianza. La proliferación del divorcio y la monoparentalidad en la segunda mitad del siglo XX destruye la noción tradicional de la feminidad y su dependencia marital. A partir de la década de los 70's, la mujer se convierte en una identidad del ingreso económico familiar; hasta la década de los 90 en el que la mujer llega a representar en algunos casos una identidad de ingreso familiar mayor a la masculina, trayendo mujeres dedicadas al ingreso familiar y hombres dedicados al trabajo doméstico. La tercera ola del feminismo se caracteriza por buscar reformas sociales principalmente enfocadas a los estudios queer del LGBT, identificándose en el feminismo lésbico.

## Psicología y comportamiento

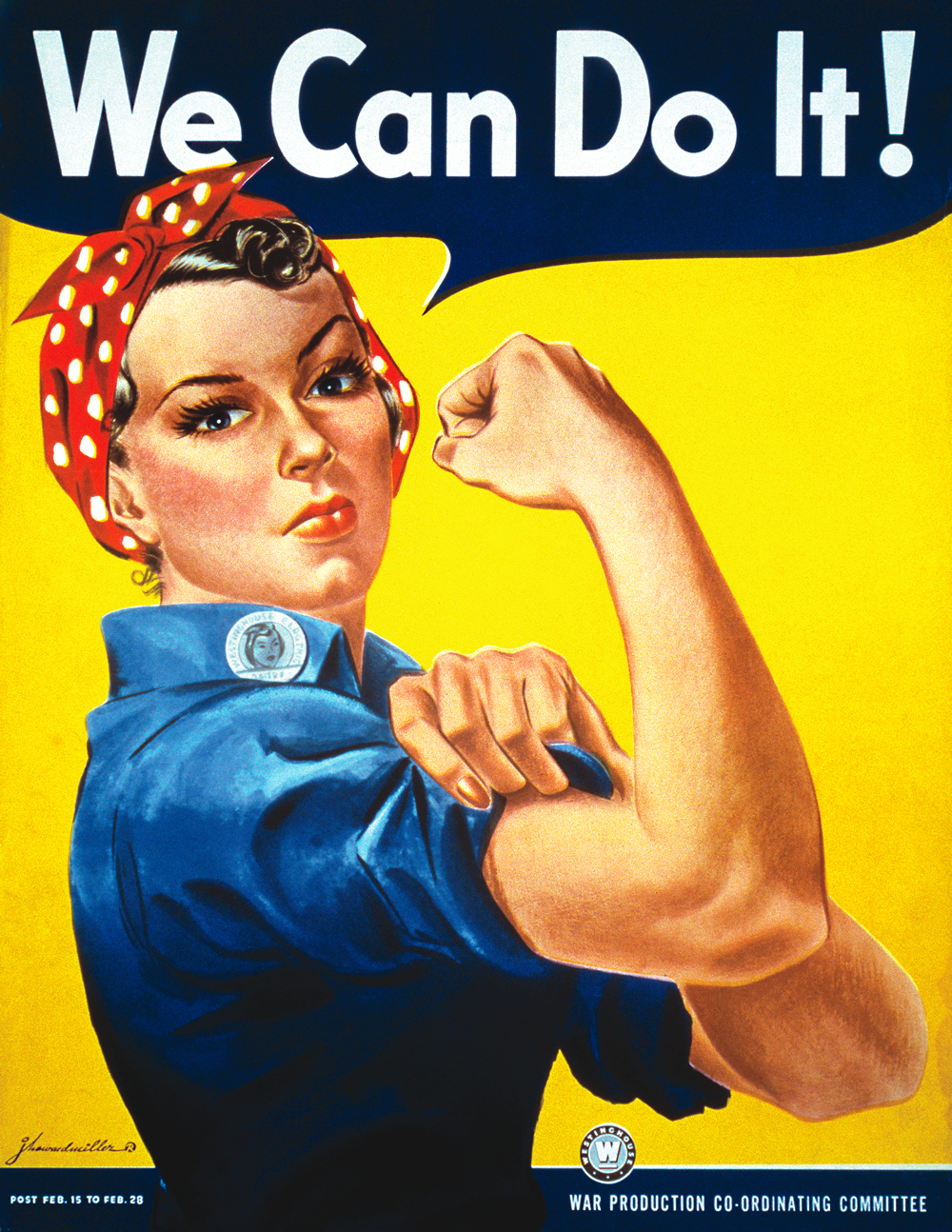
Afiche de Rosie the Riveter de Westinghouse Electric, We Can Do It! por J. Howard Miller (1943).

Existen ciertos patrones de comportamiento, ciertamente estereotípicos, que son asociados con la naturaleza psicológica de la mujer. La mujer está sujeta a diferentes procesos endocrinológicos que se relacionan con las respuestas fisiológicas de la madurez sexual, la procreación y la maternidad. En la dimensión neuroendocrinológica, el organismo femenino secreta distintas sustancias como la oxitocina, de la cual dependen fisiológicamente los procesos sexuales humanos en ambos sexos, las contracciones uterinas del parto, la lactancia y la identificación del neonato con el cuerpo materno (creación de lazos maternos con el Bebé).
En distintas perspectivas se asocian diferentes atributos a la naturaleza femenina como la gentileza, la pulcritud, la delicadeza, el refinamiento, la compasión, la dulzura, la tolerancia y la sumisión. Dichos comportamientos son frecuentemente considerados como atributos de la feminidad. En la dimensión psicológica que refiere a las diferencias entre la psicología masculina y la psicología femenina se encuentran distintas diferencias psicológicas como el comportamiento sexual, la libido, el pensamiento lógico, la respuesta emocional, la capacidad de concentración y la capacidad de respuesta ante estímulos de alerta. En el comportamiento psicológico femenino se identifican distintos comportamientos comunes como la superioridad en la capacidad de comunicación verbal y lenguaje corporal sobre la comunicación masculina, la anteposición de lo emocional en distintos contextos sociales y la diplomacía en la resolución de conflictos contrastada con la frecuente respuesta agresiva masculina. También suele señalarse que la expresión sexual y la libido elevada corresponden al comportamiento sexual de un individuo masculino, mientras que el recato social y la anteposición del pensamiento emotivo en una relación amorosa o enamoramiento se suponen como el comportamiento sexual femenino.
En los estudios queer se supone un componente biológico-hormonal del comportamiento asociado con la feminidad y la masculinidad, ligados a la identidad de género. Se señala que las hormonas determinantes de la monosexualización del feto (testosterona y estrógenos) son las responsables de identificar al producto y dotarlo de una estructura cerebral masculina o femenina que apuntará a un determinado comportamiento. Otras variantes incluyen a las relaciones familiares del infante como determinantes del comportamiento sexual del individuo. En estos aspectos se hablaría que la feminidad y la masculinidad podrían ser de origen natal u origen social.
En ocasiones, debido a extensos escenarios temporales que refieren a la cultura matriarcal, la feminidad es intrínseca en distintas sociedades como una característica parcialmente adquirida que se complementa con el ideal de perfección y comportamientos destinados a ser alcanzados. Es posible una transmisión generacional del ideal de feminidad, ya que la feminidad es ajustada a la cultura, siendo para la madre criadora una posible parte de la cultura que deba transmitir a su descendencia femenina. La feminidad es considerada como aquel comportamiento de la mujer ajustado a los designios de una cultura patriarcal, siendo la feminidad el producto del pensamiento masculino.

## Cultura
La cultura de la feminidad depende completamente del contexto social, sobresaliendo el ideal de feminidad según la cultura de los países occidentales que complementan dichos ideales con los cánones de la belleza humana y los designios de la moda. La feminidad, al igual que la masculinidad, son fundamentales en la construcción del concepto social de la belleza y la atracción sexual. Lo que en una sociedad y contexto histórico se considera como femenino, podría no considerarse como tal en otra sociedad o contexto histórico (Ejemplo: los zapatos de tacón eran originalmente utilizados por hombres y representaban la masculinidad del liderazgo para aquellos hombres de estatura baja, pero la idea se abandonó en el siglo XVIII y los zapatos de tacón comenzaron a ser utilizados por mujeres para alargar la figura).
La cultura de la feminidad representa un ideal colectivo de los atributos de la mujer, sobresaliendo el refinamiento, el pudor y la excesiva expresión de las emociones. Dichos conceptos han generado el surgimiento de distintos estereotipos que rodean a la mujer, algunos negativos que engloban el comportamiento femenino en un solo criterio, que en caso de violarlo, se haría susceptible a la crítica social (Ejemplo: una mujer que no actúa como lo que la sociedad consideraría femenino, sería considerada como andrógina; de la misma manera que un hombre que se comporta como lo que la sociedad califica como femenino, sería considerado como andrógino).

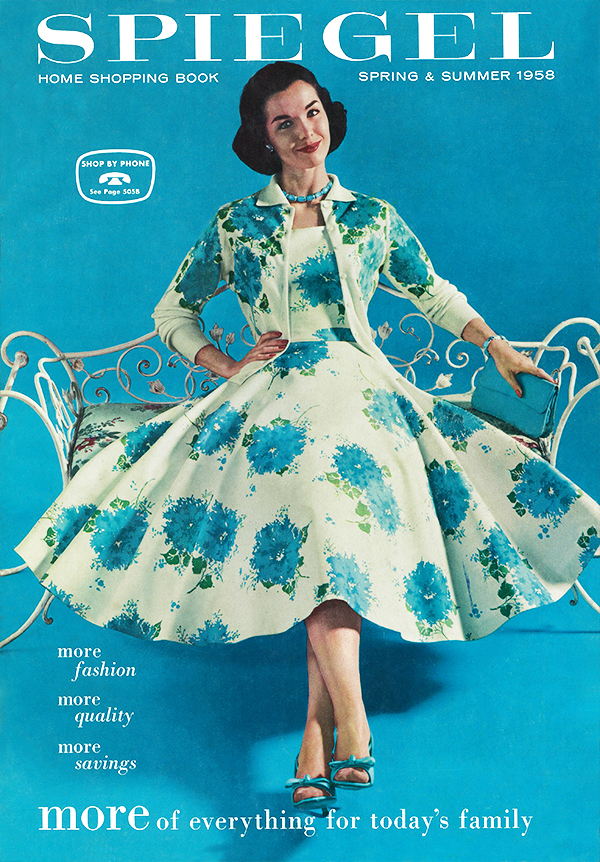
Portada de Spiegel (1958).

En la estética artística de la feminidad sobresale el cine clásico de Hollywood creado sobre la noción tradicional de la mujer, normalmente representándola como una persona eternamente sujeta a la búsqueda del amor, con constantes frustraciones que se lo impiden. La cultura chic rodea el ideal de la feminidad, normalmente haciendo referencia al entorno homosocial de la mujer consumista, centrada en su apariencia y la atracción sexual. El camp se centra en la exageración del afeminamiento y la cultura gay anterior a la liberación y los disturbios en Stonewall de 1969, como un método de transgresión social en la sociedad heteronormativa. El camp hace constante referencia al afeminamiento masculino y la expresión de las identidades transgénero.

### Moda
La moda y la feminidad se relacionan debido a las distinciones que existen entre la moda femenina y la moda masculina, aunque ambas dependan completamente del pensamiento social según ubicación, cultura y contexto histórico. Lo que podría considerarse como indumentaria femenina o estilo femenino en una sociedad podría no considerarse como tal en otra. Dentro de los atributos de la moda femenina estereotípica suelen considerarse: la ostentosidad, la elegancia, la combinación, el color, la pronunciación de la figura, ajustado slim y diversos aditamentos populares como el polka-dot, los motivos florales, el color rosado y los colores suaves.
Antiguamente, la indumentaria era regularmente unisex en una sola pieza. En el antiguo Egipto se desarrollan diversos implementos estéticos como los cosméticos, los perfumes y la joyería con un propósito político o religioso (para marcar el estatus social), utilizado en ambos géneros sin distinción. En el periodo clásico se utilizaba indumentaria indistinta de género como el himatión, la clámide, el peplo y el quitón. La diferenciación de géneros en la indumentaria se acentúa en la dominación católica en la Edad Media debido al principio preventor de abominaciones bíblicas, en las que se incluía el cross-dressing, designando un modelo de moda de lo femenino a la mujer y lo masculino al hombre; a pesar de lo anterior, continuaba la existencia de ropa neutra como los gowns medievales para hombre y mujer (que en la actualidad han pasado a ser un artículo exclusivo de la mujer). En siglos posteriores se complementa la diferenciación total de la moda masculina y la moda femenina, siendo común en la moda femenina indumentarias tradicionales como los vestidos y los guardainfantes.
La moda ha sido feminizada y masculinizada en distintas ocasiones a lo largo de la historia, es decir, lo masculino ha pasado a ser femenino y lo femenino ha pasado a ser masculino. El maquillaje y la joyería eran aditamentos corporales sin distinción de género, pero comenzaron a ser popularmente usados entre mujeres. Algunos implementos diseñados para la moda masculina han sido adaptados a la moda femenina como: los sombreros, el calzado deportivo, los corselets, los zapatos de tacón, los brogues, los bóxers, etc. El afeminamiento de la moda masculina inicia en la década de los 60 en el Peacock Revolution que se caracterizó por feminizar la moda masculina con motivos asociados a la feminidad tradicional como los motivos florales y el color rosado.

## La liberación femenina
En gran medida el proceso de igualación de derechos entre hombre y mujeres iniciado por los movimientos feministas, se presentó como una batalla cultural alrededor del concepto de feminidad. Muchos de los argumentos que se presentaron y aún se siguen presentando para oponerse a la igualdad de derechos entre hombres y mujeres se apoyaban en la idea de fondo de que "eso no es algo de mujeres". Por lo tanto la liberación femenina se planteó en gran medida como un cuestionamiento a la idea misma de feminidad.
También existe un importante debate sobre el trabajo femenino y el cuidado del hogar y los niños. Algunas aportaciones vienen planteando que los cuidados han de ser negociados, y no son obligaciones inherentes a las mujeres pero que cuidar, utilizar la ternura, la comprensión y la empatía son valores de gran importancia humana.